# 卡内纳
卡内纳，是西班牙安达卢西亚自治区哈恩省的一个市镇。总面积14平方公里，
2001年普查人口總數為2097人，人口密度為每平方公里150人